# ننکانه صاحب
ننکانه صاحب (به انگلیسی: Nankana Sahib) یک شهر در پاکستان است که در ناحیه ننکانه صاحب واقع شده‌است. ننکانه صاحب ۱۸۷ متر بالاتر از سطح دریا واقع شده‌است.